# Kōsai
Kōsai (幸西), 1163 - 20 mai 1247, est un ancien moine de la secte bouddhiste Tendai et disciple controversé de Hōnen, partisan du ichinen-gi (一念義, « Doctrine de simple récitation  ») qui conduit à sa censure publique, son expulsion ultérieure par Hōnen et à terme son exil dans l'île Shikoku. Kōsai enseigne qu'une récitation du nom d'Amitabha Buddha, e nembutsu, suffit pour renaître dans la Terre Pure et que d'autres récitations indiqueraient un manque de foi de la part du croyant. Il enseigne ainsi un chemin strictement basé sur la foi sans aucune pratique bouddhiste, ce qui attire les critiques des sectes bouddhistes établies à l'époque et même d'autres disciples de Hōnen.
Après que Fujiwara no Kanezane, principal protecteur de Hōnen, s'est plaint dans une lettre à celui-ci où il exprime sa confusion, Hōnen censure kōsai et demande à ses autres disciples de signer une promesse en sept articles d'accepter de se conformer à une conduite bouddhiste saine, ainsi que de pas calomnier d'autres enseignements. Impénitent, kōsai continue à enseigner sa doctrine et comme d'autres disciples, est exilé de Kyoto en 1207 au cours de la « persécution Karoku ».
Kōsai continue à enseigner la méthode de simple récitation de la Terre Pure à Shikoku, et rassemble d'autres disciples avant que sa secte ne soit discréditée et s'éteigne. Parmi ses critiques les plus sévères et les plus virulents se trouve Benchō, autre disciple de Hōnen.

## Source de la traduction
- (en) Cet article est partiellement ou en totalité issu de l’article de Wikipédia en anglais intitulé « Kōsai » (voir la liste des auteurs).